# Rubídium-dikromát
A rubídium-dikromát rubídiumból, oxigénből és krómból álló kémiai vegyület, képlete Rb2Cr2O7.

## Előállítása
Rubídium-karbonát és króm(VI)-oxid reakciójával állítható elő:
{\displaystyle \mathrm {Rb_{2}CO_{3}+2\ CrO_{3}\longrightarrow Rb_{2}Cr_{2}O_{7}+CO_{2}\uparrow } }
Vagy ammónium-dikromát és rubídium-klorid reakciójával:
{\displaystyle \mathrm {(NH_{4})_{2}Cr_{2}O_{7}+2\ RbCl\longrightarrow Rb_{2}Cr_{2}O_{7}+2\ NH_{4}Cl} }

## Tulajdonságai
A rubídium-dikromátnak két különböző kristályszerkezete van:
- Piros: Kristályszerkezete triklin, tércsoport P1(Ci1). Rács paraméterei:  a = 13,554 Å, b = 7,640 Å, c = 7,735 Å, α = 93,64°, β = 98,52°, és γ = 88,80°. Elemi cellája négy ionpárt tartalmaz.[3]
- Sárga: Kristályszerkezete monoklin, tércsoport  P21/n.[4]

Króm-trioxiddal reagálva rubídium-tetrakromát keletkezik belőle:
{\displaystyle \mathrm {Rb_{2}Cr_{2}O_{7}+2\ CrO_{3}\longrightarrow \ Rb_{2}Cr_{4}O_{1}3} }
Rubídium-karbonáttal reagálva rubídium-kromát keletkezik belőle:
{\displaystyle \mathrm {Rb_{2}CO_{3}+Rb_{2}Cr_{2}O_{7}\rightarrow 2\ Rb_{2}CrO_{4}+CO_{2}\uparrow } }

## Felhasználása
Rubídium előállítására használják, cirkóniummal reagáltatják 500 °C-on vákuumban:
{\displaystyle \mathrm {Rb_{2}Cr_{2}O_{7}+2\ Zr\longrightarrow \ 2\ Rb+2\ ZrO_{2}+Cr_{2}O_{3}} }

## Fordítás
Ez a szócikk részben vagy egészben  a   Rubidiumdichromat című német Wikipédia-szócikk fordításán alapul.  Az eredeti cikk szerkesztőit annak laptörténete sorolja fel. Ez a jelzés csupán a megfogalmazás eredetét és a szerzői jogokat jelzi, nem szolgál a cikkben szereplő információk forrásmegjelöléseként.